# Arturo Cittadini
Arturo Cittadini (Osimo, 26 settembre 1864 – Albate, 2 dicembre 1928) è stato un generale e senatore italiano.

## Biografia
Arturo Cittadini nasce a Osimo il 26 settembre del 1864, da Redemisto e da Clotilde Bettamello. Avviato immediatamente alla carriera delle armi, frequenta i corsi presso la Scuola militare, da cui esce, appena diciannovenne, con i gradi da sottotenente. Negli anni seguenti passa al Corpo di Stato Maggiore e frequenta la Scuola di Guerra, che conclude nel 1898. Dal 1900 al 1904 è capitano con funzioni di segreteria presso l'Ufficio I del Reparto Operazioni del Comando del Corpo di Stato Maggiore, affiancando prima Felice De Chaurand e poi Vincenzo Garioni, mentre dal 1905 al 1906, col grado di maggiore, è responsabile del Centro Informativo di Milano.
In quest'ultima veste subisce un'operazione di disinformazione da parte del capo del controspionaggio dell'Evidenzbureau, colonnello Max Ronge, che porta allo smantellamento di una rete italiana a Vienna. Nel 1906, è nominato Aiutante di campo del giovane re Vittorio Emanuele III. Nel 1911, passato intanto alla fanteria, prende parte alla guerra italo-turca, distinguendosi come brillante ufficiale. Nel 1915, allo scoppio della prima guerra mondiale, col grado di colonnello si trova al comando del 18º Reggimento fanteria “Acqui”.
Il reparto, sotto il suo comando, ha un contegno particolarmente valoroso, ricevendo tra l'altro la Medaglia d'Argento al Valor Militare alla bandiera. Mantiene il comando del reggimento sino al mese di dicembre, essendo poi trasferito. Promosso maggior generale, nel 1916 passa al comando della Brigata di fanteria “Volturno”, combattendo, tra l'altro, sul fronte del Pasubio. Distintosi in prima persona in numerose azioni, viene decorato con due Medaglie d'Argento al Valor Militare. Alla fine dell'anno, è anche decorato con la croce di cavaliere dell'Ordine militare di Savoia.
Nel 1917, viene nominato comandante della 1ª Divisione di Fanteria. Mantiene tale incarico fino a che lo stesso re Vittorio Emanuele III lo sceglie come suo Primo Aiutante di campo generale. Finita la guerra, rivestendo tale importante ruolo, Cittadini vive in prima persona la delicata fase di crisi dello Stato liberale, che porterà all'avvento del fascismo. Di particolare rilievo è il suo ruolo nei giorni concitati della Marcia su Roma: lo storico telegramma con cui Mussolini è convocato a Roma per conferire col re porta proprio la firma di Cittadini. Nel 1923 è promosso generale di corpo d'armata.
Collocato a riposo, si stabilisce, con la moglie Angela ed il figlio Pier Adolfo, ad Albate, oggi frazione di Como. Il 20 maggio 1928 è creato senatore. Tuttavia, già da tempo gravemente malato, non partecipa ai lavori del Senato. In novembre, come riconoscimento per tanti anni di onorato servizio, il re gli conferisce il titolo di conte. L'appartenenza di Arturo Cittadini alla massoneria è asserita da più parti; la letteratura, tuttavia è divisa sull'adesione alla comunione della Gran Loggia di Piazza del Gesù o su una sua presunta qualità di membro "coperto" della loggia "Propaganda massonica". Secondo Giordano Gamberini "notoriamente massone, si reputa membro della Loggia “Propaganda Massonica di Roma". Muore il 2 dicembre del 1928, ed è sepolto presso il cimitero monumentale di Como.